# Маршмелоу
Маршмелоу (на английски: marshmallow – маршмелоу, откъдето идва и името им) са вид сладкарски изделия, които обикновено се правят от захар, вода и желатин, бити до кашична консистенция. Използва се като пълнеж при печене или обикновено се оформя във форми и се покрива с царевично нишесте. Това е съвременната версия на лечебното сладкарско изделие, произведено от Althaea officinalis, растението лечебна ружа.

## Етимология
Името „маршмелоу“ идва от английското название на лечебната ружа – marshmallow.

## Приложение
Маршмелоу се появяват като лечебни бонбони, приготвяни с екстракт от растението лечебна ружа, с успокояващ ефект при болно гърло. В наши дни се ползват като сладкарски изделия – самостоятелно, като бонбони, или като пълнеж, заливка и т.н. (напр. при направата на зефир – сладкарски изделия с лек крем). Ползват се различни овкусители, като шоколад, кокос, ванилова есенция и пудра захар.
В някои страни (САЩ и др.) е традиция печенето на маршмелоу на жив огън – бонбоните се набождат на шиш и запичат над пламъка. Така отвън стават твърди и хрупкави, а отвътре – разтопени.

## История
Историята на бонбоните маршмелоу започва около 2000 г. пр.н.е. в древен Египет, където се е използвал растителният екстракт, смесен с мед и ядки.
През XIX век маршмелоу достигнали до Франция. Сладкарите започнали да разбиват растителния сок от лечебна ружа и да го подслаждат със захар, като с това променили основното му предназначение от лечебно на сладкарско. Собствениците на малки магазини за бонбони открили, че разбиването на сок от лечебна ружа с яйчен белтък и царевичен сироп води до получаването на пухкави сладки бонбони. Така се създава видът, които познаваме днес.
Отделянето на екстракта от растението бил трудоемък процес и затова в края на XIX век започнали да го заменят с желатин, смесен с царевично нишесте. През 1948 г. бил създаден напълно автоматизиран процес за приготвянето им.

## Галерия
- Лечебна ружа